# Jack Donnelly
Jack Donnelly (* 1986 in Bournemouth, South West England) ist ein britischer Schauspieler.

## Leben
Jack Donnelly wurde 1986 in Bournemouth geboren und wuchs als Sohn einer Schauspielerin und Sängerin des Starlight Express auf. Er besuchte das St Catherines Primary in Wimborne und ging dann aufs St Peters in Bournemouth. Er ist ein Gründungsmitglied der Improvisations-Comedy-Gruppe Chuckle Duster, die gelegentlich in East London auftreten.
Donnelly hatte seine erste große Rolle in der Mystery-Seifenoper House of Anubis, die auf der belgischen Erfolgsserie Het Huis Anubis basiert. Dort gehört er von Folge 5 bis Folge 60 als Jason Winkler zur Nebenbesetzung. Nachdem er die Serie verlassen hatte, hatte er jeweils eine Gastrolle in Doctors, Threesome, Misfits und Dancing on the Edge.
Bekannt wurde er durch die Rolle des Jason in der Fernsehserie Atlantis, die er ab 2013 innehatte.
Seit 2018 ist er mit der Schauspielerin Malin Åkerman verheiratet.

## Filmografie (Auswahl)
- 2011: House of Anubis (Fernsehserie, 17 Episoden)
- 2012: Doctors (Fernsehserie, Episode 14x62)
- 2012: Threesome (Fernsehserie, Episode 2x02)
- 2012: Misfits (Fernsehserie, Episode 4x06)
- 2013: Dancing on the Edge (Fernsehserie, Episode 4)
- 2013–2015: Atlantis (Fernsehserie)
- 2016: Death in Paradise (Fernsehserie, Episode 5x07)
- 2017: Eine königliche Winterromanze (A Royal Winter, Fernsehfilm)
- 2020: Friendsgiving